# العلاقات الألبانية الكوسوفية
تشير العلاقات الألبانية الكوسوفية إلى العلاقات الثقافية والتاريخية الحالية التي تجمع بين ألبانيا وكوسوفو. تملك ألبانيا سفارة في بريشتينا، وتملك كوسوفو سفارة في تيرانا. يوجد هناك 1.6 مليون ألباني يعيشون في كوسوفو-أي 92.93% بشكل رسمي من إجمالي سكان كوسوفو- وتُعد اللغة الألبانية لغة رسمية هناك. يتقاسم سكان البلدين التقاليد والفولكلور المشتركين. تدعم ألبانيا كوسوفو في مسار تكامل حلف الناتو بصفتها عضوًا كاملًا فيه.

## التاريخ

### التاريخ الحديث
كانت ألبانيا الدولة الوحيدة التي صوت برلمانها على الاعتراف بجمهورية كوسوفا في عام 1992، والتي أعلنت استقلالها في عام 1991. اقتصر الدعم الرسمي على الإعلان عنها فقط. خطت ألبانيا خطوة إلى الوراء من خلال الاعتراف بحدود يوغوسلافيا، والتي شملت كوسوفو، وذلك في عام 1994 أثناء تصاعد النزاع البوسني (حرب البوسنة والهرسك).

### الاستقلال
أصبحت ألبانيا واحدة من أوائل الدول التي أعلنت رسميًا اعترافها بجمهورية كوسوفو ذات السيادة، والتي اعتُرِف بها من قبل 99 من أصل 193 (51%) دولة عضو في الأمم المتحدة، وذلك عندما أعلنت كوسوفو استقلالها عن صربيا في 17 فبراير عام 2008.
نُقل عن رئيس وزراء ألبانيا صالح بريشا في 18 أغسطس عام 2009 قوله: «لا ينبغي أن تكون هناك إدارة جمركية بين البلدين، ولا ينبغي لنا بأي حال من الأحوال السماح لألبانيا وكوسوفو بالنظر إلى بعضهما البعض على أنهما دولتان أجنبيتان». أثار هذا التعليق غضب صربيا.
قالت وزارة الخارجية الألبانية في مذكرة توضيحية لصربيا: «تعتبر ألبانيا دولة كوسوفا المستقلة عاملاً للسلام والاستقرار في منطقة البلقان، ويُعتبر استقلالها خطوة واضحة تخدم الشعب والاستقرار والمنظور الأوروبي للمنطقة». وقالت أيضًا إن السياسة الخارجية لجمهورية ألبانيا «تقوم على أهداف مشتركة للتكامل الأوروبي الأطلسي للبلاد وجمهورية كوسوفا والمنطقة بأكملها».

#### زلزال ألبانيا عام 2019
ضرب زلزال ألبانيا في 26 نوفمبر عام 2019. أُرسلت حكومة كوسوفو 500 ألف يورو، وأرسل سكان كوسوفو أكثر من 350 ألف يورو. أُرسِل 110 عامل من العاملين المتخصصين في شرطة كوسوفو، وذلك بالإضافة إلى 40 فرد من أفراد وحدات البحث والإنقاذ في المناطق الحضرية التابعة لقوات الأمن في كوسوفو. كان الرئيس هاشم ثاتشي جزءًا من وفد رئاسي زار مركز الزلزال، وأعرب عن تعازيه نيابة عن كوسوفو؛ وزار رئيس وزراء كوسوفو السابق راموش هاراديناج وخليفته المرجّح ألبين كورتي في يوم الجمعة دراس لإجراء مسح على الأضرار؛ وأعرب عن التزام كوسوفو بجهود الإغاثة وضرورة التعاون المؤسسي بين البلدين. نُقِل النازحون إلى كوسوفو حيث وُضِعوا في مخيم في بريزرن أنشأته حكومة كوسوفو.
استجاب ألبان كوسوفو بمشاعر التضامن من خلال مبادرات جمع الأموال والتبرعات المالية والغذائية والملابس والمأوى. سافر المتطوعون مع المساعدات الإنسانية في الشاحنات والحافلات ومئات السيارات من كوسوفو إلى ألبانيا للمساعدة؛ وشارك الناس في مهام مثل تشغيل المطابخ المتنقلة وجمع المساعدات المالية. فتح العديد من الألبان في كوسوفو منازلهم للنازحين بسبب الزلزال.

## العلاقات

### العلاقات الثقافية
توصلت وزارة الثقافة في كوسوفو ونظيرتها في ألبانيا في أكتوبر عام 2011 إلى اتفاق بشأن الاستخدام المشترك للسفارات والخدمات القنصلية؛ ووافقت الحكومتان في مايو عام 2012 على منهاج تمهيدي مشترك للعام الدراسي 2012-2013 لطلاب الصف الأول.

### العلاقات الاقتصادية
طرح اتحاد الصناعات الألبانية أولاً فكرة السوق الإقليمية الألبانية في عام 2008؛ وفكرة لتوفير مساحة اقتصادية مشتركة بين ألبانيا وكوسوفو ناقشها مسؤولو حكومة كوسوفو في عام 2011.
عزز بهجت باكولي العلاقات الاقتصادية بشكل خاص في بعض خطاباته في ألبانيا، وادعى أن الاتحاد الاقتصادي سيزيد المنافسة تجاه الاتحاد الأوروبي. أيد حزب العدالة والتكامل والوحدة أفكار باكولي. 